# Angeli e demoni (romanzo)
Angeli e demoni (titolo originale in lingua inglese: Angels & Demons) è il primo romanzo thriller dello scrittore Dan Brown, scritto nel 2000, e pubblicato in Italia nel novembre 2004.
È il primo romanzo della serie con protagonista il professore Robert Langdon.

## Trama
(Dan Brown, Angeli e demoni, Milano 2004)

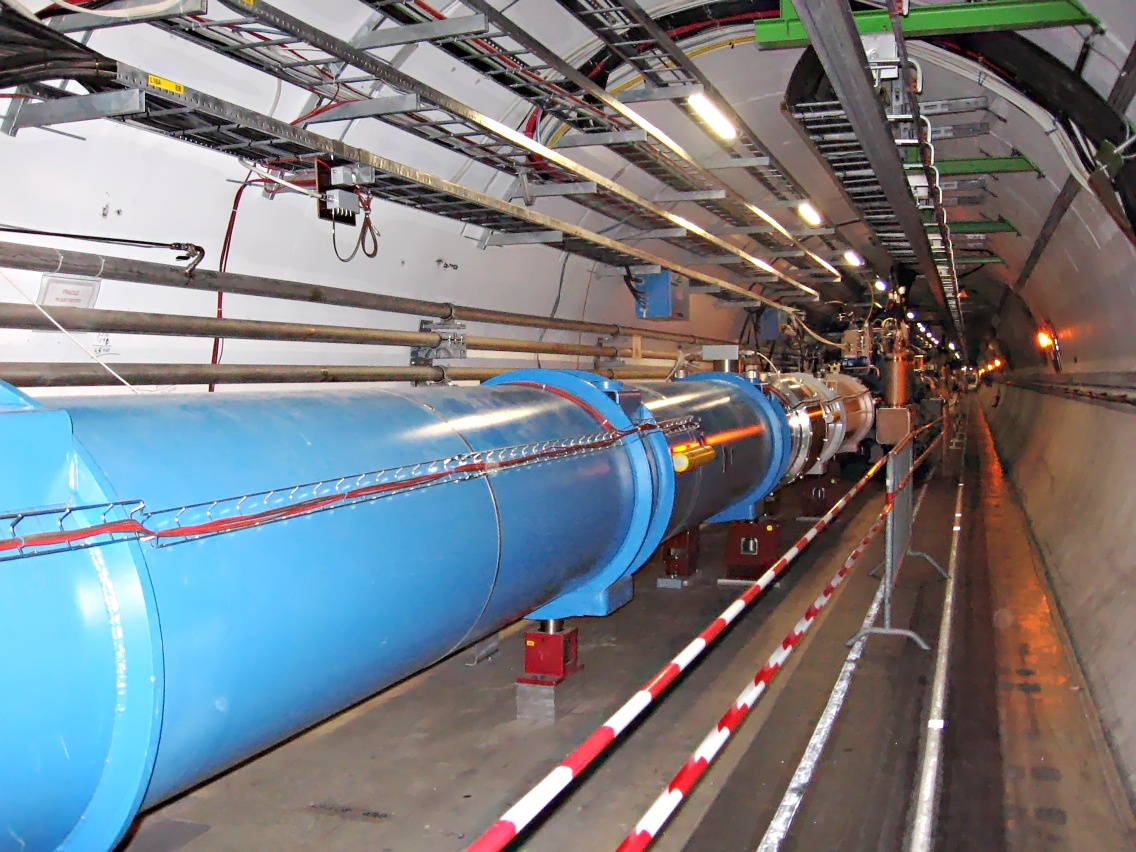
Il Large Hadron Collider al CERN di Ginevra.

Il romanzo comincia quando Maximilian Kohler, il presidente dell'istituto CERN di Ginevra, chiama nel suo studio Robert Langdon, docente di simbologia religiosa ad Harvard, per dare il suo parere sul mistero legato all'assassinio di Leonardo Vetra, uno scienziato/sacerdote dell'istituto, il cui cadavere è stato ritrovato marchiato a fuoco con un ambigramma. L'ambigramma viene decifrato come il simbolo degli Illuminati, una setta segreta antireligiosa ritenuta estinta, ispirata da Galileo Galilei per l'affermazione degli ideali scientifici contro l'oscurantismo ecclesiastico. In seguito arriva anche Vittoria Vetra, figlia adottiva dello scienziato, con cui stava lavorando a un progetto segreto: la creazione e l'isolamento di una ingente quantità di antimateria. L'antimateria, annichilendosi con l'ordinaria materia, trasforma interamente la sua massa in una fonte enorme di energia secondo la formula {\displaystyle E=mc^{2}}, potenzialmente un'arma più potente dell'ordinaria bomba atomica all'uranio, al plutonio o all'idrogeno. Con un sopralluogo nel laboratorio di Vetra, accessibile solo per riconoscimento della retina, scoprono che il contenitore maggiore di antimateria è stato trafugato dallo stesso assassino, utilizzando l'occhio dello scienziato, cavato dalle sue orbite prima di ucciderlo.
Intanto nella Città del Vaticano da poche settimane è venuto a mancare il Papa e si sta per aprire il Conclave per l'elezione del nuovo pontefice. Ma a poche ore dall'inizio dell'evento risultano dispersi i quattro cardinali "papabili", successori più probabili al soglio pontificio. Inoltre uno dei monitor della guardie svizzere mostra un misterioso congegno legato a un conto alla rovescia. L'immagine proviene da una videocamera senza fili che è stata spostata e non è rintracciabile all'interno del Vaticano.
Vittoria Vetra, recatasi sul posto insieme con Langdon, riconosce il congegno come il contenitore di antimateria che, grazie ad alcuni elettromagneti, mantiene confinata in sospensione l'antimateria, evitandone il contatto con l'ordinaria materia che ne provocherebbe l'annichilazione e la conseguente immensa esplosione. L'alimentazione degli elettromagneti è fornita da batterie con un'autonomia di sole ventiquattro ore.
Langdon e Vittoria spiegano la situazione al camerlengo Carlo Ventresca che durante la sede vacante è la massima autorità della Chiesa cattolica. Durante il colloquio il camerlengo riceve una telefonata che rivendica a nome degli Illuminati tutto l'operato e annuncia che i quattro cardinali verranno uccisi, uno ogni ora e in una differente chiesa del cosiddetto Cammino dell'Illuminazione, il percorso iniziatico nascosto tra i monumenti di Roma che i neofiti seguivano attraverso gli Altari della Scienza per entrare a far parte della setta.
L'operazione costituirebbe una spietata vendetta servita a freddo per la persecuzione operata diversi secoli prima dalla Santa Inquisizione che portò alla decapitazione della setta e all'uccisione di quattro membri, con i loro cadaveri marchiati a fuoco col segno della Croce e gettati nelle strade di Roma a monito.

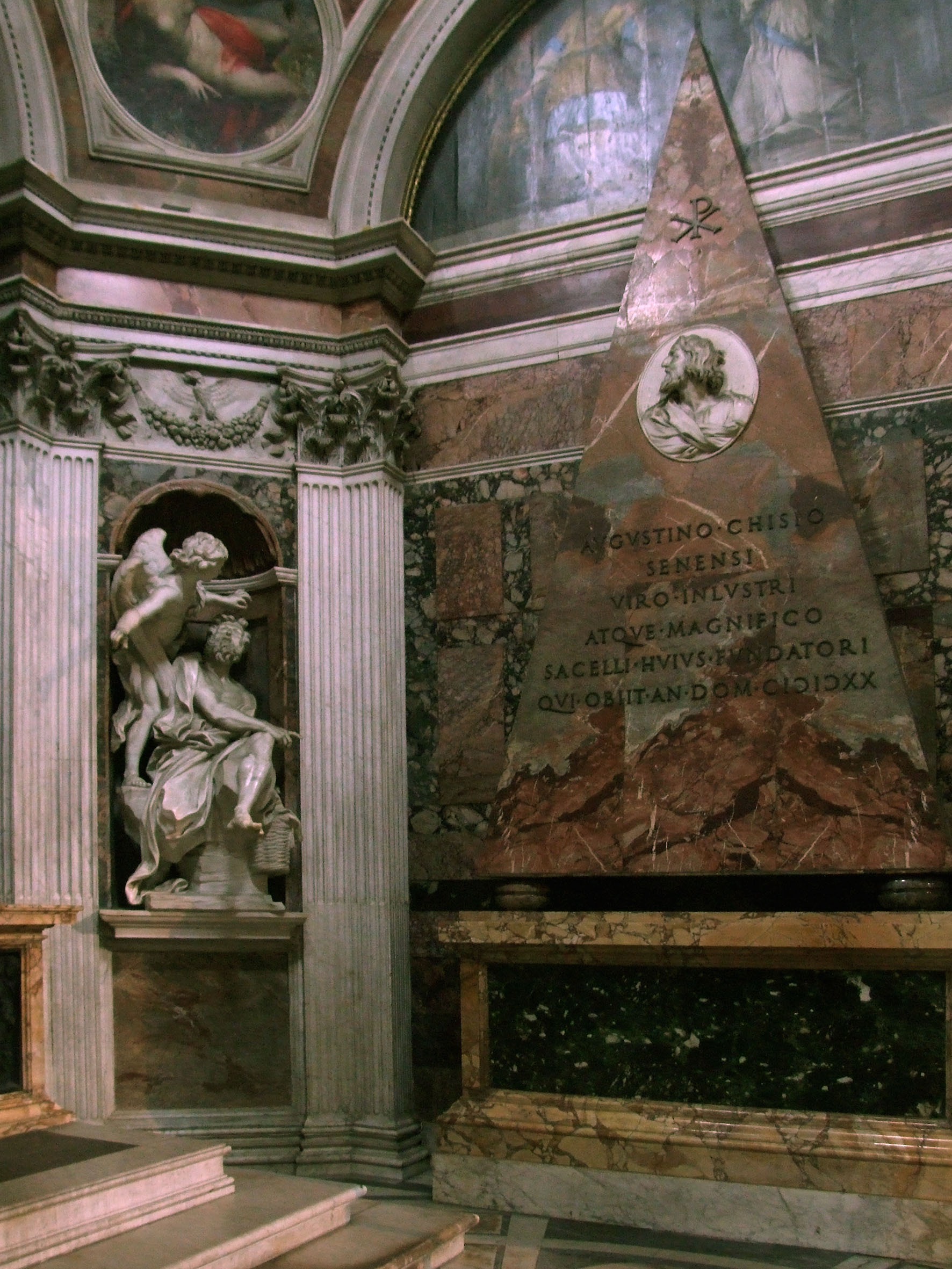
La tomba del Santi a Santa Maria del Popolo, a Roma.

Il professore, aiutato da Vittoria e dal comandante della Guardia Svizzera Ernesto Olivetti, cerca di intuire la prima tappa del percorso, scovando alcuni versi nascosti all'interno del Diagramma della Verità, un inedito quanto sconosciuto saggio di Galileo Galilei la cui unica copia è conservata nell'Archivio Segreto Vaticano. I versi portano i protagonisti al Pantheon, ma in realtà allo scadere del primo ultimatum comprendono che il primo altare dell'illuminazione è la basilica di Santa Maria del Popolo, dove si trova la Cappella Chigi realizzata da Raffaello Sanzio. Nella tomba terrena del Santi ritrovano il corpo del primo cardinale con sopra marchiato a fuoco l'ambigramma earth, la terra, uno dei quattro elementi fondamentali del sistema scientifico aristotelico.

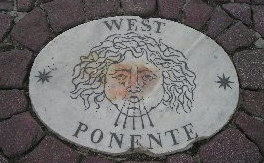
West Ponente in piazza San Pietro.

Dopo aver intuito che la tomba costituiva il primo Altare della Scienza, ossia le tappe del cammino iniziatico degli Illuminati, Langdon, Vittoria e Olivetti proseguono la loro ricerca individuando il passo successivo in Piazza San Pietro, più precisamente il bassorilievo del West Ponente: qui trovano un altro cardinale ormai esanime, con inciso l'ambigramma air, l'aria.

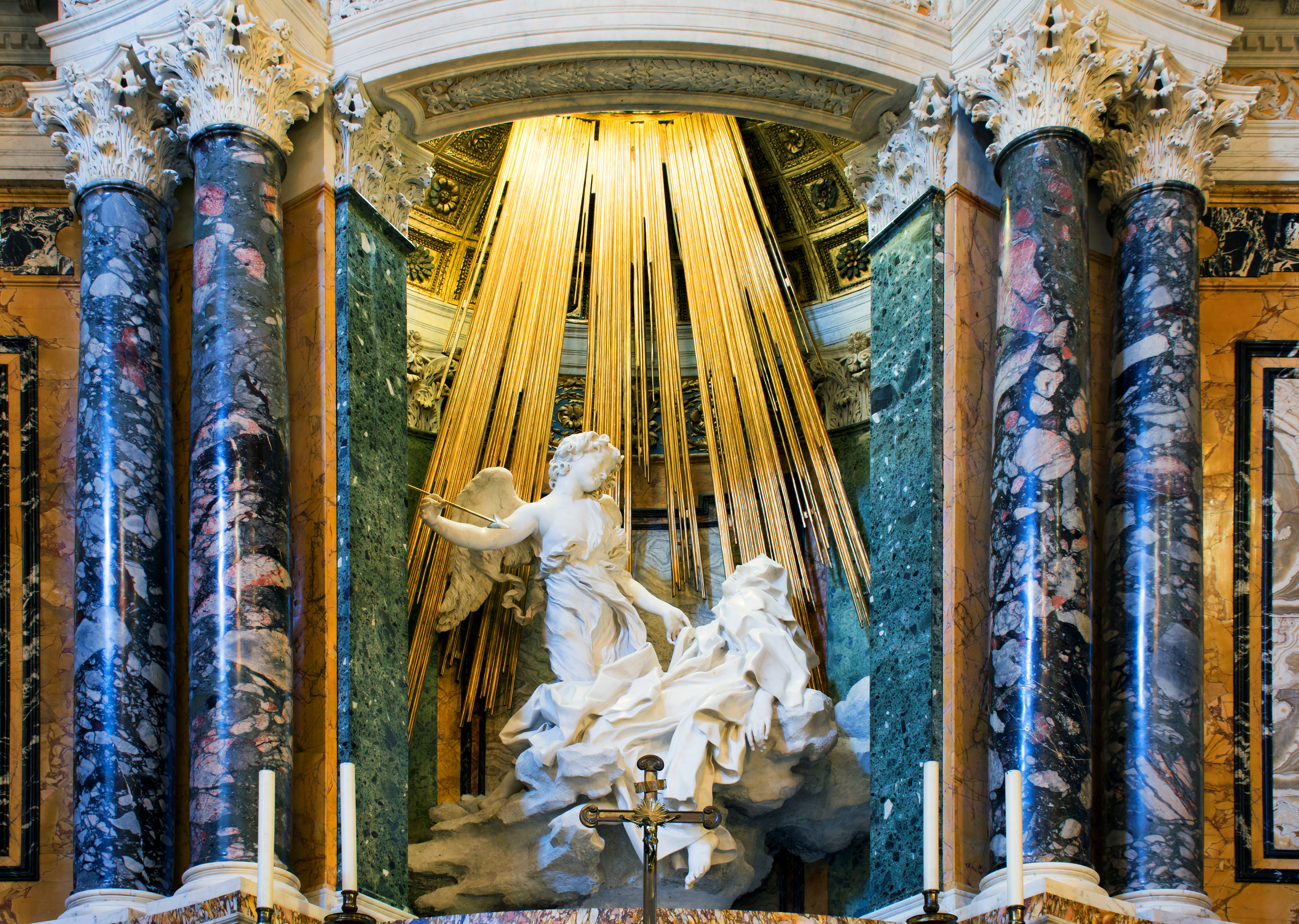
Estasi di Santa Teresa.

Ormai è chiaro che ogni tappa è segnata dalla presenza di un'opera del Bernini e da un obelisco: per individuare la tappa successiva il protagonista consulta i registri dell'Archivio Vaticano. Si reca dunque con Olivetti nella chiesa di Santa Maria della Vittoria, dove la celebre Estasi di Santa Teresa costituisce l'Altare del fuoco. E difatti qui trovano il terzo cardinale appeso con delle catene e marchiato dall'ambigramma fire, fuoco; improvvisamente interviene l'assassino che uccide Olivetti e instaura una colluttazione con Langdon e Vittoria. Alla fine dello scontro la ragazza viene rapita e lo studioso rimane intrappolato sotto un sarcofago, rischiando di morire soffocato.

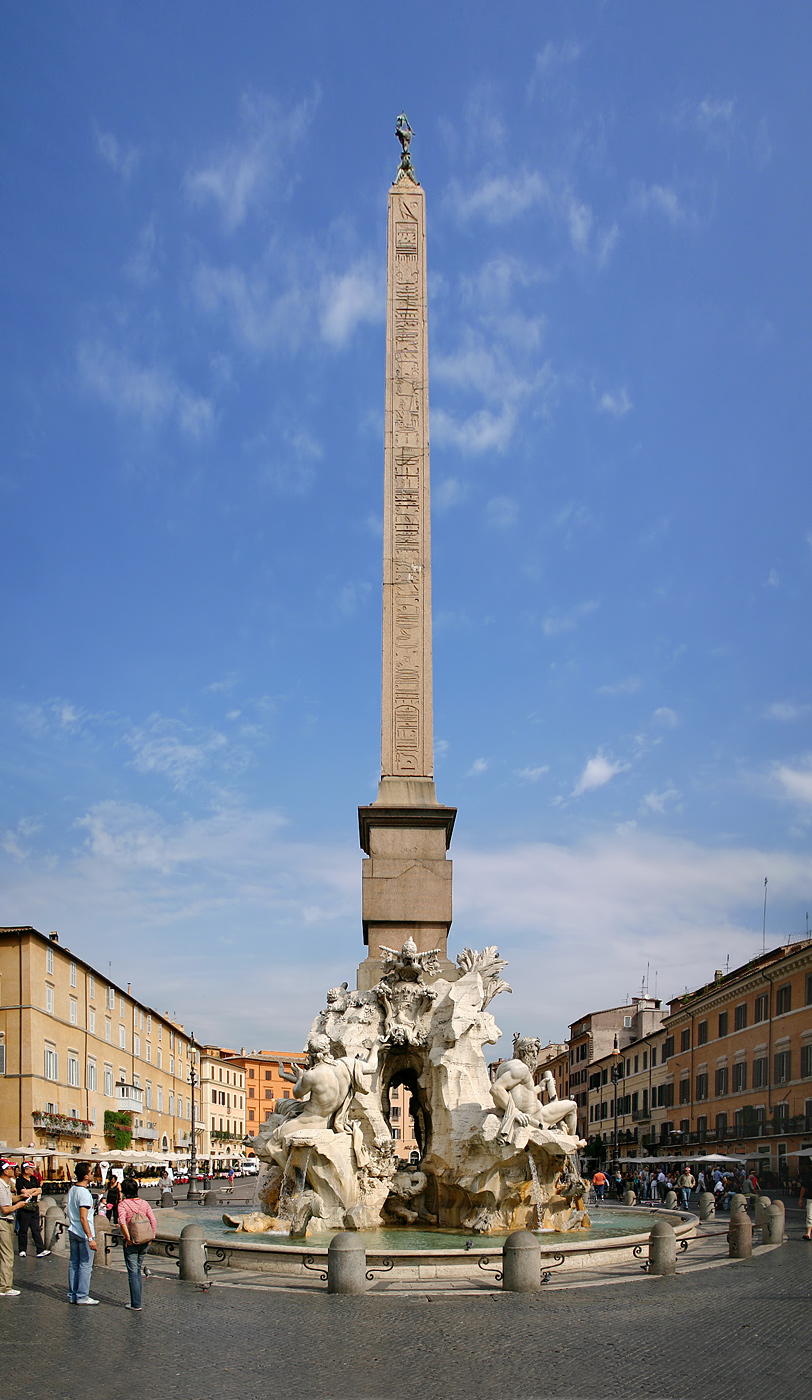
La Fontana dei Quattro Fiumi.

L'ultima tappa, dedicata all'acqua, è chiaramente una fontana: Langdon individua l'ultima opera del Bernini, la Fontana dei Quattro Fiumi in Piazza Navona. Qui riesce finalmente ad anticipare il misterioso assassino, che tenta di ucciderlo affogandolo nella fontana. Fortunatamente riesce a salvarsi la vita grazie al sistema ad aria di essa, il cardinale tuttavia non sopravvive. In seguito scopre che Vittoria è ancora viva, e che si trova nella cosiddetta Chiesa dell'Illuminazione, ritrovo segreto della setta e ultima meta del percorso iniziatico. Dopo alcuni ragionamenti, individua in Castel Sant'Angelo la tappa finale del suo percorso: rubata un'automobile, giunge alla fortezza dove si scontra con l'assassino, e grazie al tempestivo intervento della ragazza riescono a liberarsi dell'omicida.
All'ultimo momento però si scopre che esiste un quinto e ultimo marchio, che il capo degli Illuminati - un anonimo Giano - sta per impiegare sul camerlengo. Dopo aver appreso poco prima che Kohler, il direttore del CERN, stava giungendo in Vaticano per discutere con lui della situazione, intuiscono il pericolo e attraverso il Passetto giungono nel Palazzo Apostolico in modo da salvare la vita del sacerdote. Giunti negli appartamenti papali, scoprono il camerlengo Ventresca urlante di dolore e marchiato dall'ultimo ambigramma mentre Kohler gli punta contro una pistola. Al petto, marchiato a fuoco, l'ultimo ambigramma, il Diamante degli Illuminati, che riassume in sé gli ambigrammi dei quattro elementi. Ventresca addita Kohler come Illuminato dopo che questi è stato appena colpito dal fuoco delle guardie svizzere: durante l'agonia il direttore del CERN affida a Langdon una minicamera, chiedendogli di consegnare tutto ai mass media.
Il camerlengo, ormai sotto shock, comincia a gridare e a farneticare, finché come in estasi comincia a rispondere a una presenza invisibile, e si precipita all'interno della Basilica consapevole di poter salvare la situazione. Giunto alla Nicchia dei Palli, e inseguito dai protagonisti, accede alle Grotte Vaticane fino alla tomba di Pietro, dove si trova effettivamente l'antimateria. A pochi minuti dall'esplosione, salendo su un elicottero insieme con Langdon porta lontano l'ordigno, che esplode ad alta quota nel cielo, salvandosi però con un paracadute. Robert Langdon invece si salva in extremis lanciandosi con un telone cerato, e scendendo nelle acque del Tevere. Ormai il camerlengo è osannato come un santo, e il conclave è pronto a eleggerlo papa facendo uno strappo a regole secolari.
Ma il video registrato da Kohler e conservato da Langdon inchioda il camerlengo smascherandolo come il famigerato Giano, colui che aveva organizzato e diretto l'uccisione di Leonardo Vetra e dei cardinali, che aveva nascosto il cilindro di antimateria nel cuore della Basilica, e che aveva ucciso il Papa perché non aveva rispettato il voto di castità. Infatti il pontefice gli aveva confessato di aver avuto un figlio con una suora, ma non aveva avuto il tempo di dirgli chi fosse. In preda all'ira, il camerlengo lo aveva dunque ucciso.
Il camerlengo aveva riportato in vita una setta ormai estinta perché sentiva che la fede cristiana non era più pura come un tempo. Creando un clima di paura voleva attirare l'attenzione sulla chiesa e facendo un discorso sui rischi della scienza mettete in guardia la gente sull'uso della scienza senza limite. Salvando la Chiesa alla fine, voleva che la gente tornasse a credere nei miracoli e tornasse ad avere fede. Uccidendo i quattro cardinali più papabili voleva farsi eleggere papa.
Quando Robert fa vedere il video ai cardinali del conclave, un cardinale gli rivela che il Papa era ricorso all'inseminazione artificiale per non violare il vincolo di castità e che il figlio del papa è proprio il camerlengo. Lo shock dovuto al mostruoso equivoco, unito al fatto di essere stato scoperto, spingono Ventresca a suicidarsi dandosi fuoco.
In albergo Vittoria seduce Robert, e lui se la cava brillantemente facendo il finto tonto.

## Personaggi
- Robert Langdon: docente di iconologia religiosa all'Università di Harvard, negli Stati Uniti. Esperto nuotatore, soffre tuttavia di claustrofobia a causa di un trauma infantile. Nella trasposizione cinematografica, come nel film precedente, il personaggio è interpretato da Tom Hanks.
- Vittoria Vetra: orfana di origini toscane, da quando è adolescente vive col padre adottivo presso il CERN di Ginevra, dove si appassiona di fisica e segue le orme paterne. Insieme con il padre lavora a un ambizioso progetto di ricerca, con l'intento di creare un campione di antimateria. L'israeliana Ayelet Zurer veste i suoi panni nel film omonimo.
- Leonardo Vetra: sacerdote cattolico, padre adottivo di Vittoria, è appassionato di fisica nucleare, mosso dall'obiettivo di conciliare scienza e fede.
- Carlo Ventresca: camerlengo del Papa, come previsto dal diritto pontificio, si assume la responsabilità del comando del Vaticano in assenza del Papa.
- Ernesto Olivetti: comandante della Guardia Svizzera.
- L'assassino: discendente della Setta degli Assassini, un antico ordine monastico/militare del Medio Oriente, uccide i quattro cardinali.
- Maximilian Kohler: direttore del CERN, è costretto su una sedia a rotelle ed è apparentemente ateo, calcolatore e spietato. Viene scambiato per Giano, il capo degli Illuminati, e ucciso. Solo alla fine si capisce che stava invece smascherando il camerlengo, il vero Giano.
- Cardinale Saverio Mortati: all'inizio è il grande elettore del conclave, ma poi si dimette da questa carica per essere eletto papa.

## Edizioni
- Dan Brown, Angeli e demoni, traduzione di Annamaria Biavasco - Valentina Guani, collana Omnibus, Arnoldo Mondadori Editore, 2004,  p. 562, ISBN 88-04-53167-3.

## Pubblicazione in Italia
La serie con Robert Langdon in Italia non ha seguito la sequenza cronologica, in quanto il primo romanzo di Dan Brown pubblicato è stato Il codice da Vinci nel 2004, e Angeli e demoni è uscito, per strategia di vendita, solamente a fine 2004 per sfruttare l'enorme successo che aveva reso Dan Brown famosissimo in tutto il mondo. Grazie a tale strategia, a differenza che negli USA, in Italia anche Angeli e demoni ha avuto un grande successo per copie vendute.

## Versioni cinematografiche

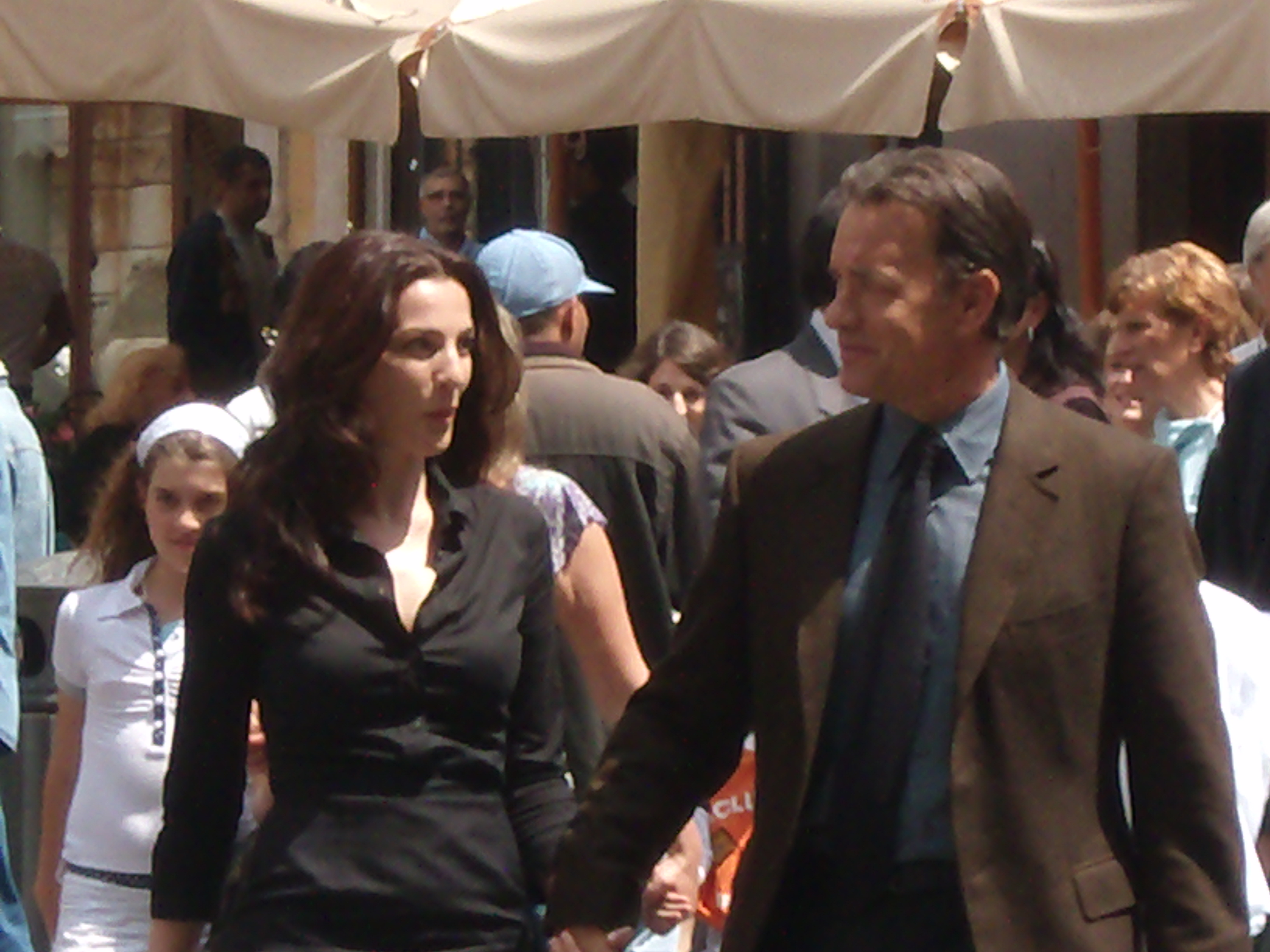
I due protagonisti del film in una scena al Pantheon.

Dopo il grande successo dell'adattamento cinematografico del primo romanzo, la Sony Pictures - che detiene i diritti cinematografici dei libri di Dan Brown - annunciò nel maggio 2006 di aver affidato al premio oscar Akiva Goldsman il compito di adattare Angeli e demoni per un copione. Il 10 aprile 2007 la stessa produzione annunciò che Tom Hanks avrebbe interpretato nuovamente il ruolo di Robert Langdon, e che anche il regista Ron Howard avrebbe lavorato al film.
Il film è uscito nelle sale cinematografiche il 13 maggio 2009 in Italia e Stati Uniti e il 15 maggio nei restanti paesi.

## Errori e incongruenze
- Nella prima edizione della versione inglese, il libro presentava molte frasi in italiano, molte delle quali però presentano evidenti errori di ortografia o di sintassi (erano state evidentemente tradotte con un traduttore automatico). Nelle successive edizioni queste frasi sono state corrette.
- Il confinamento dell'antimateria nel cilindro è ottenuto con elettromagneti alimentati da batterie, la cui sostituzione permetterebbe altre 24 ore di funzionamento. Ciò è evidentemente impossibile, data la grande intensità dei campi che sarebbero necessari e la ridotta dimensione delle batterie, di tipo portatile.
- All'interno dell'Archivio Vaticano, Langdon e Vittoria parlano delle orbite ellittiche di Galileo Galilei; in realtà Galileo non concordava con Keplero (una delle 3 leggi sostiene che le orbite dei pianeti sono ellittiche e il sole occupa uno dei due fuochi), bensì sosteneva che le orbite fossero circolari e poi per effetto dell'attrito la velocità del movimento variasse. Galileo era ancora influenzato dalla teoria aristotelica sulla perfezione dei movimenti circolari.
- Galileo Galilei (1564-1642) non avrebbe mai potuto conoscere le opere artistiche del Bernini posizionate nei pressi degli "Altari della Scienza", in quanto tali opere sono state tutte incominciate qualche anno dopo la sua morte
- Galileo Galilei non ha mai scritto un libro chiamato Diagramma veritatis (Diagramma della verità).
- Gli Illuminati non hanno mai avuto una presenza a Roma, né risultano conflitti fra la Chiesa e l'Ordine degli Illuminati che abbiano avuto per tema specifico la libertà della ricerca scientifica.
- I templari sono collegati anch'essi agli Illuminati, ma solo secondo la genealogia di Knigge. Infatti in realtà tutta la massoneria tedesca dell'epoca rivendica i templari come antenati. La spiegazione sta nel fatto che, quando la massoneria penetra nell'Europa continentale dalla Gran Bretagna, molti nobili europei cui è proposta l'adesione sono riluttanti a entrare in un'organizzazione le cui reali origini si situano nelle corporazioni dei "liberi muratori" che comprendevano, accanto agli architetti, anche i semplici operai edili. Nel 1736 il cavaliere André Michel de Ramsay (1686-1743) assicura in un famoso discorso ai nobili francesi che spera di reclutare nella massoneria che in realtà le corporazioni di liberi muratori britanniche hanno dato ricetto a "cavalieri perseguitati", creando così un'origine del tutto mitica – ma più accettabile – per le logge massoniche. In Germania, dove già da anni corrono speculazioni su una pretesa continuazione segreta dell'Ordine dei Templari dopo la soppressione del 1307, i "cavalieri perseguitati" di Ramsay sono rapidamente identificati, appunto, con i templari. È vero che dopo il 1307 i templari hanno continuato a esistere per qualche tempo in alcuni paesi europei, ma l'idea di una loro prosecuzione dopo il XV secolo è considerata dagli specialisti accademici della loro storia "completamente demenziale" e legata a leggende "uniformemente sciocche" (così si esprime la storica francese Régine Pernoud [1909-1998] nel suo I Templari, trad. it., Effedieffe, Milano 1993, p. 11). In verità tutte le organizzazioni esoteriche fondate dal XVIII secolo a oggi si dotano di genealogie mitiche che risalgono ai templari, a Noè, a san Giovanni o a Salomone e passano per personaggi famosi della storia, della letteratura e dell'arte. In genere i loro membri meno sprovveduti sono consapevoli del carattere meramente simbolico e mitico di queste genealogie. Certamente sia Weishaupt sia Knigge sanno bene che le genealogie che propongono ai membri degli Illuminati sono “simboliche” o, per esprimersi più semplicemente, inventate da loro. Non esistono Illuminati prima del 1776.
- Sul pavimento della Cappella Chigi nella Basilica di Santa Maria del Popolo, Langdon nota delle stelle a otto punte, e fa riferimento a una simbologia degli Illuminati: in realtà si tratta solo dello stemma della famiglia Chigi, intestataria del giuspatronato della cappella, la cui blasonatura prevede appunto "sei colli d'oro sormontato da una stella ad otto punte dello stesso [colore]", inquartati con lo stemma dei Della Rovere.
- Quando il camerlengo e Vittoria Vetra aprono il sarcofago e la bara in cui è contenuto il cadavere del defunto pontefice, egli è coperto soltanto da un velo. In realtà i papi vengono sepolti in una cassa di legno posta all'interno d'una seconda cassa di zinco sigillata ermeticamente, quest'ultima a sua volta inserita in una terza cassa di legno massiccio; sarebbe pertanto impossibile giungere al corpo del papa aprendo soltanto una semplice cassa in legno.
- Il Cardinal Decano, durante lo scrutinio dei voti nel conclave all'interno della Cappella Sistina, legge la formula: "Eligo in Summum Pontificem Dominicus Scolamiero". In realtà, seguendo la sintassi latina, il nome del cardinale va in accusativo e non al nominativo, quindi la vera formula è: "Eligo in Summum Pontificem Dominicum Scolamiero".
- Il cardinale Mortati, durante il conclave, ha il ruolo di "Grande Elettore", e dovrebbe rinunciare a esso per essere eletto papa; il diritto canonico non prevede tale ruolo.
- Sempre il cardinale Mortati sostiene che solo un cardinale può essere eletto papa per scrutinio. Il diritto canonico non prevede tale limitazione, anzi, qualunque cristiano battezzato può essere eletto, e lo stesso diritto canonico prescrive che l'eletto sia consacrato vescovo nel caso non lo sia.
- Il camerlengo Ventresca non è un cardinale e pertanto non partecipa al Conclave; in realtà dal XV secolo il ruolo di camerlengo è esercitato da un cardinale, che partecipa al conclave. Il camerlengo può essere affiancato da un vice-camerlengo, che invece non è un cardinale ma un semplice vescovo.
- Un giornalista in Piazza San Pietro riferisce il nome del nuovo pontefice prima che questo si affacci alla loggia delle benedizioni, mentre l'identità del nuovo papa si conosce solo dopo che il cardinale protodiacono fa il celebre annuncio "habemus papam".
- Langdon dice per due volte che San Pietro è stato crocifisso e sepolto proprio nel colle del Vaticano, dove sorge la Basilica. Questo è vero solo per quanto riguarda la tomba. Il noto Santo è però stato crocifisso in un altro luogo di Roma: la Chiesa di San Pietro in Montorio, dove sorge un tempietto costruito dal Bramante nei primi anni del XVI secolo.

## Edizioni
- Dan Brown, Angeli e demoni, traduzione di Annamaria Biavasco e Valentina Guani, 2004, Mondadori, ISBN 88-04-53167-3.